# Суеса Помеция
Суеса Помеция (на латински: Suessa Pometia; на старогръцки: Σούεσσα Πωμεντιάνη; Pometia) e древен град на волските в Лацио, югоизточно от Рим.
Изчезналият град се локализира в Чистерна ди Латина в провинция
Латина, в Лацио, Италия. Градът е колония на Алба Лонга.
Според Плиний богатият град Суеса Помеция е столица на волските.
Според Ливий един от синовете на Анк Марций (640 – 616 пр.н.е.) бяга в този град. (Ливий, i. 41). Цар Тарквиний Горди превзема Суеса Помеция между 534-509 пр.н.е.. През 367 пр.н.е. волските са подчинени от римляните. Обаче тероторията претърпява природна катастофа и потъва в образувалите се Понтийски блата. На 25 април 1934 г. Мусолини основава град Помеция.